# Марат/Сад (пьеса)
«Преследование и убийство Жан-Поля Марата, представленное актёрской труппой госпиталя в Шарантоне под руководством господина де Сада» (нем. Die Verfolgung und Ermordung Jean Paul Marats dargestellt durch die Schauspielgruppe des Hospizes zu Charenton unter Anleitung des Herrn de Sade), сокращённое название «Марат — Сад» или «Марат/Сад», — пьеса в двух актах драматурга Петера Вайса, созданная в 1963 году. В основе пьесы — вымышленный спор непосредственных участников Великой французской революции, излагающих свои взгляды на произошедшие события через пятнадцать лет после убийства Жан-Поля Марата.
Премьера пьесы состоялась в Театре Шиллера в Западном Берлине 29 апреля 1964 года и имела громкий успех, затем её поставили на сценах Восточной Германии, Великобритании, США и других стран. В 1967 году английский режиссёр Питер Брук выпустил кинематографическую адаптацию спектакля.
Пьеса остаётся востребованной и регулярно появляется в репертуаре театров, включая Royal Shakespeare Company (2011), Национальный академический театр русской драмы имени Леси Украинки (2008) и Театр на Таганке(1998).

## Сюжет
Действие разворачивается в клинике для душевнобольных Шарантон и практически полностью представляет собой «спектакль внутри спектакля». Вайс точно определяет время действия — 13 июля 1808 года, как и персонаж его пьесы, маркиз де Сад, который описывает события 13 июля 1793 года, дня смерти Жан-Поля Марата.

### Первый акт
Директор клиники Кульмье представляет постановку предполагаемым зрителям, затем глашатай объясняет роли и кратко характеризует исполнителей. Начинается основное действие, которое ведут четыре певца и хор пациентов. Марат готовится писать воззвание к французской нации, приуроченное к четвёртой годовщине революции, и в монологах рассказывает о том, что произошло за это время. Корде обозначает намерение убить Марата. Время от времени пьесу прерывают де Сад, поправляющий актёров, Кульмье, возражающий против её содержания, критикующего установившийся имперский наполеоновский порядок, глашатай, дающий пояснения зрителям, и санитары, успокаивающие перевозбуждённых пациентов.
Маркиз де Сад и Марат, исполняя свои роли, вступают в очную дискуссию, обсуждая революцию, аристократию, церковь, народ. Де Сад называет революцию глупостью и добавляет: «Я верю только в себя!», Марат остаётся при своей убеждённости, что революция должна продолжаться. Появляющийся на сцене Жак Ру в ещё более радикальной форме агитирует за продолжение революции. Между спорами Корде и Дюпре разыгрывают сцены свидания, из-за маниакального эротизма актёра выходящие из-под контроля. Корде пытается проникнуть к Марату, но её не пускает Симона Эврар. Марату являются призраки: родители, представители народа, армии, церкви и буржуазии; Вольтер и Лавуазье.

### Второй акт
Марат произносит речь перед воображаемым Национальным собранием, которое представляют остальные пациенты. Депутаты выкрикивают противоположные лозунги: «Долой Марата!», «Браво, Марат!». Дюпре и Жак Ру в своих репликах олицетворяют эти позиции. В действие периодически вмешивается Кульмье, протестуя против слов актёров.
Вступает де Сад, который вне действия предрекает смерть Марата, а затем в монологе указывает Марату на его заблуждения. Марат, предчувствуя смерть, объясняется. Корде беседует с Дюпре, готовясь в прийти к Марату в третий и последний раз. Когда она появляется у дверей, Симона, послушавшись Марата, на этот раз её впускает. После короткого, но яростного диалога, Корде заносит над Маратом кинжал. Немая сцена.
Глашатай объявляет о вставном эпизоде, который должен рассказать о событиях, которые произошли после смерти Марата. По его окончании возобновляется основное действие, и Корде вонзает кинжал в грудь Марата. Де Сад беззвучно смеётся, Марат принимает позу как на классической картине Давида. Немая сцена.
В эпилоге действующие лица: Жан-Поль Марат, Шарлотта Корде, Жак Ру, маркиз де Сад — объясняют разыгранное ими на сцене. Кульмье пытается повернуть рассуждение в нужное ему русло, оправдывая современное положение. Пациенты вслух соглашаются, но постепенно ими овладевает буйство. Кульмье объявляет тревогу, и санитары набрасываются на пациентов. Вперёд вырывается Жак Ру, который, перекрывая шум, кричит: «Учитесь видеть и думать! Учитесь бороться! Последнее слово будет за вами». Кульмье даёт знак опустить занавес.

## Действующие лица
| Перевод             | Оригинал                   | Описание |
| ------------------- | -------------------------- | --- |
| Маркиз де Сад       | Marquis de Sade            | Тучный седовласый шестидесятивосьмилетний мужчина в белых кружевных одеждах.                                           |
| Жан-Поль Марат      | Jean Paul Marat            | Сорокадевятилетний мужчина, страдающий от тяжёлой кожной болезни. Закутан в белую простыню, на голове — белая повязка. |
| Симона Эврар        | Simone Evrard              | Женщина неопределённого возраста в больничном халате и фартуке.                                                        |
| Шарлотта Корде      | Charlotte Corday           | Двадцатичетырёхлетняя женщина в тонкой белой сорочке с открытой грудью, грудь прикрыта платком. Страдает нарколепсией. |
| Дюпре               | Duperret                   | Одет в жилет поверх больничной рубахи и щегольские облегающие штаны. Эротоман.                                         |
| Жак Ру              | Jacques Roux               | Одет в монашескую рясу, накинутую поверх смирительной рубашки.                                                         |
| Медведь             | Kokol                      | Один из четырёх певцов — бас. Носит больничные одежды с деталями костюма шута и фригийский колпак.                     |
| Козёл               | Polpoch                    | Один из четырёх певцов — баритон. Носит больничные одежды с деталями костюма шута и фригийский колпак.                 |
| Петух               | Cucurucu                   | Один из четырёх певцов — тенор. Носит больничные одежды с деталями костюма шута и фригийский колпак.                   |
| Соловей             | Rossignol                  | Одна из четырёх певцов — сопрано. Одета в костюм Марианны с трёхцветной повязкой и саблей.                             |
| Пациенты            | Patienten                  | Одеты в больничные одежды и примитивные костюмы.                                                                       |
| Глашатай            | Ausrufer                   | Одет в костюм арлекина поверх больничного халата, в руке держит посох.                                                 |
| Пятеро музыкантов   | Fünf Musikanten            | Пациенты клиники с лютней, флейтой, трубой и барабаном.                                                                |
| Санитары            | Pfleger                    | Одеты в униформу с белыми фартуками.                                                                                   |
| Сёстры              | Schwestern                 | Мужчины атлетического телосложения в одежде сестёр милосердия с торчащими крыльями чепцов и чётками.                   |
| Кульмье             | Coulmier                   | Мужчина в элегантном костюме, пальто и цилиндре, с пенсне и тростью.                                                   |
| Жена и дочь Кульмье | Coulmiers Frau und Tochter | Изысканно одетые женщины.                                                                                              |

## Художественные особенности
...Всё в пьесе рассчитано на то, чтобы сначала дать зрителю в зубы, затем окатить его холодной водой, затем заставить его сообразить, что с ним случилось, затем ударить его в пах и снова привести в чувство.
Пьеса шокирует зрителя или читателя уже названием, которое имеет исключительную длину. Оно выражает суть пьесы, однако «преследование» получает в действии гораздо меньше внимания и имеет спорную точность, нежели «убийство». Одновременно название подменяет место, время и автора, поскольку на самом деле пьеса создана Петером Вайсом и разыгрывают её актёры современного театра, а не сумасшедшие. Такая многослойность сохраняется и в тексте, где перемежаются реальность и вымысел, исторические фигуры и выдуманные, исполняемые роли и изображаемая реакция душевнобольных. Подобная структура позволяет считать это произведение предшественником постмодернистской драмы.
Текст пьесы представляет собой сочетание стихотворной и прозаической формы. Также сюжет излагается с помощью музыки, песен, танцев и пантомимы. Присутствуют сцены гротескного насилия и сексуальных домогательств, внимание концентрируется на боли, причиняемой человеческому телу.
Пьеса предлагает зрителям выбрать сторону спора: Марата, отстаивающего идеалы революции, или де Сада, в них разочарованного. Петер Вайс не даёт однозначного ответа, чью точку зрения предпочесть, и даже сам меняет её со временем: в первой постановке ощущается бо́льшая убедительность позиции де Сада, но впоследствии более явной становится симпатия к убеждениям Марата, для чего в пьесу вносятся уточнения.

### Исторические факты
Пьеса основана на действительных фактах, что маркиз де Сад участвовал в революционных событиях во Франции, а на склоне лет находился в клинике Шарантон, где сочинял и разыгрывал при участии пациентов пьесы. Убийство Жан-Поля Марата дворянкой Шарлотой Корде произошло 13 июля 1793 года. Жак Ру, лидер леворадикальной фракции «Бешеные», в заключении покончил с собой 10 февраля 1794 года.
Не являются вымышленными и персонажи второго плана: Симона Эврар, сожительница Марата; Франсуа Кульмье, директор клиники Шарантон, и депутат-жирондист Конвента Клод Ромен Лоз-Дюперре, казнённый 31 октября 1793 года как пособник убийству Марата.

## История создания
Литературную деятельность Петер Вайс начал в 1960 году после нескольких лет работы художником и кинорежиссёром. Его первые произведения: «Тень тела кучера» (1960), «Прощание с родителями» (1961), «Точка бегства» (1962) — отличались экспериментальной структурой. В последних двух впервые проявился авторский стиль Вайса — сочетание действительных и вымышленных событий и фактов. Вскоре писатель приступил к работе над пьесой «О том, как господин Мокинпотт от своих злосчастий избавился» (1968), однако переключился на создание по заказу Norddeutscher Rundfunk радиопьесы о Великой французской революции. Он выбрал один ярких эпизодов — смерть Марата, предполагая противопоставить лидера революции и его убийцу Шарлотту Корде, но затем его внимание привлекла история последних лет жизни маркиза де Сада, также революционного деятеля и одновременно критика политических воззрений Марата. Появление в пьесе де Сада предполагало новый конфликт: революция общества против революции индивидуума, и Вайс воспользовался этой возможностью. При этом он сам отмечал, что не рассматривает Марата и де Сада как противников: они оба были революционерами и имели различные взгляды только на путь, которым должна идти революция.
Пьеса редактировалась несколько раз и законченный вид получила только спустя четыре года с начала работы. Питер Вайс, симпатизировавший позиции Марата, с каждым разом усиливал аргументы маркиза де Сада, стараясь создать ощущение равенства сторон в споре, при том, что он изначально отдавал победу Марату. Автор считал своё произведение марксистским по духу, как и её заглавного героя Марата, однако данное утверждение не вызвало у критиков однозначной поддержки.
Примечательно изменение количества ремарок, которыми Вайс снабдил реплики: во второй опубликованной редакции он подробно описывал действия актёров и использование предметов, но уже в следующей версии пьесы решил не навязывать своего мнения, предоставив свободу творчества театральным режиссёрам.

### Первые постановки
Несмотря на скептическое, а иногда и враждебное, восприятие пьесы её премьера состоялась в Театре Шиллера в Западном Берлине 29 апреля 1964 года. Директор театра Болеслав Барлог не верил в успех, однако Вайсу удалось собрать команду единомышленников, которую возглавил польский режиссёр Конрад Свинарский, недавно перебравшийся на Запад. Берлинский спектакль прошёл с триумфом, журнал «Шпигель» в своей рецензии гарантировал пьесе место в истории литературы. Затем пьесу поставили в Ростокском театре (Германская Демократическая Республика), причём Вайс внёс изменения в диалоги и описание действующих лиц, чтобы сместить симпатию зрителей в пользу Марата. Изначально Вайс относился к своему произведению настолько неоднозначно, что в первый год одобрил три противоположные трактовки пьесы, каждый раз предлагая несколько иначе ответить на поставленные в ней вопросы.
Одной из самых успешных постановок пьесы стал спектакль британского режиссёра Питера Брука и труппы Royal Shakespeare Company. Работу над своей версией он начал ещё во время репетиций в Театре Шиллера, премьера в Лондоне состоялась 20 августа 1964 года. Со своим спектаклем Брук отправился в США, где воспроизвёл его на Бродвее в декабре 1965 года. Спектакль выдержал 145 представлений и стал обладателем премии «Тони» за лучшую пьесу.
Всего к 1967 году пьеса была поставлена в 19 странах и переведена с немецкого на несколько языков, включая английский и русский.
На территории Восточной Европы и в СССР после первых постановок пьеса оказалась изъята из репертуара. Причиной называли как протест Вайса против ввода войск стран Варшавского договора в Чехословакию, так и созданную им пьесу «Троцкий в изгнании» (1970), в которой герои задаются неприятными для советского руководства вопросами. «Театр на Таганке» смог вернуться к пьесе только через 30 лет, в 1998 году.

## Критика

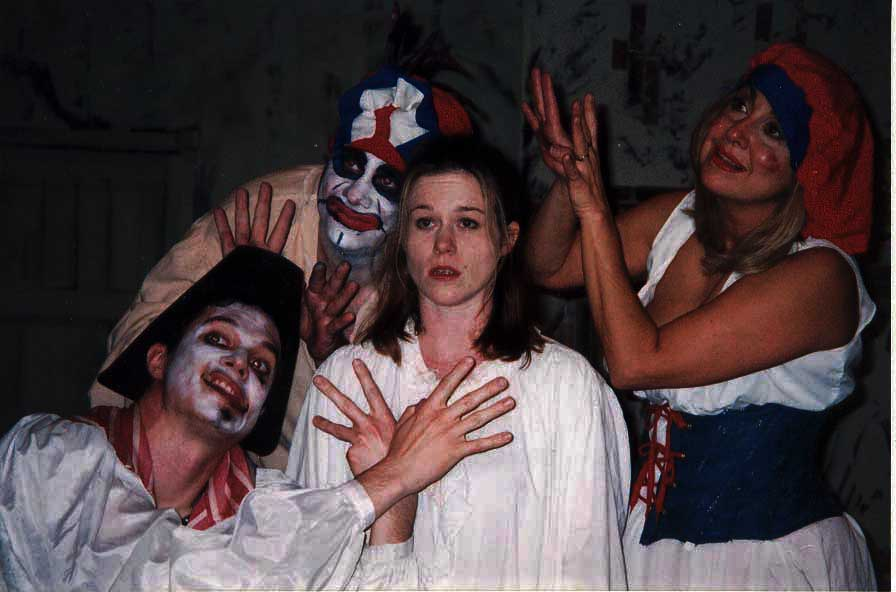
«Марат/Сад» в постановке лос-анджелесского Theatre of NOTE (2000)

Журнал Life в рецензии, написанной после премьеры спектакля на Бродвее, отмечает в пьесе влияние Бертольта Брехта и Антонена Арто. Обозреватель Том Придо называет пьесу сумасшедшей и ломающей понятия обычного театра. Арнд Бейзе, совместно с Инго Бройером выпустивший монографию, посвящённую пьесе, раскрывает эти тезисы подробнее: Вайс, называвший себя «брехтианцем», в основу пьесы положил теорию «эпического театра» и неукоснительно следовал её положениям. «Эффект очуждения» значительно усилен: пьеса предлагает не только взглянуть со стороны на события 1793 года, но одновременно предоставляет возможность оценить, как эти события обыгрываются в более поздней пьесе де Сада, в соответствии с текстом относящейся к году 1808. Де Сад присутствует на сцене и как актёр, и как автор, а введённый в действие глашатай используется в качестве способа разрушения «четвёртой стены»: он обращается к зрителям и комментирует происходящее. Присутствует и хор, которому Брехт отводил важную роль в своём театре. В результате пьеса провоцирует зрителя дать оценку историческим событиям, выбрать свою сторону в соответствии с текущим пониманием изображаемых событий — именно то, чего и требовал Брехт от театра: не сопереживать, а размышлять. К зрителям обращена и последняя реплика пьесы — призыв Жака Ру: «Учитесь видеть и думать! Учитесь бороться! Последнее слово будет за вами».
Оценивая постановку Питера Брука, Арнд Бейзе замечает, что в этой блестящей интерпретации пьесы режиссёр отходит от идей Брехта, предпочитая вместо них более близкую для него теорию «театра жестокости» Арто. Именно это и отметили американские критики, для которых спектакль Брука стал первой увиденной версией пьесы Вайса. При этом сам Брук прямо заявлял, что считает пьесу сочетанием противоположных по сути подходов Брехта и Арто: по его мнению, Вайс сумел соединить «непрестанный конфликт между впечатлением и суждением».
Сьюзен Зонтаг находит в пьесе Вайса два мощнейших аспекта современного театра: безумство и театральность. Для такого произведения, где чувства с неизбежностью раскачиваются до предела, есть лишь два возможных окончания: замыкание сюжета в кольцо с повторением вступительных реплик или разрушение «четвёртой стены», сопровождающееся нападением на зрителей. В пьесе выбор сделан в пользу второго. Также Зонтаг отмечает, что Вайс не пытается представить некую теорию, а просто погружает в неё зрителей; спор между персонажами — всего лишь материал, а не предмет и не исход пьесы. В целом она называет пьесу яркой, захватывающей, сложной, высоколитературной и требующей непременного отклика. Привлекательность пьесы для театральных режиссёров отмечает и Бейзе. Её «мультимедийность»: сочетание стихов, музыки, песен, танцев и пантомимы — раскрывает широкие возможности перед постановщиками. В «Марате/Саде» нашли своё место все возможные театральные приёмы, к пьесе может быть применён введённый Арто термин «тотальный театр», а сама она становится важной вехой на пути к постдраматическому театру. Брук, также отметив «тотальность» пьесы, находит и другую её особенность: противоречие сути действия и его формы, когда «серьезное играется как комическое, возвышенное как площадное, поэтическое как вульгарное, интеллектуальное как физическое». Это ещё больше переплетает смыслы и требует многостороннего рассмотрения каждой сцены, если зритель хочет до конца постичь замысел Вайса.
Роберт Коэн (англ. Robert Cohen) в предисловии к американскому изданию сочинений Петера Вайса в 1998 году пишет, что «Марат/Сад» поднимает фундаментальный вопрос о противостоянии социализма и капитализма, пролетариата и буржуазии. Когда Вайс характеризует Марата словами «ты на столетие вышел вперёд», он, по мнению Коэна, имеет в виду Русскую революцию. Но история высказывается в пользу де Сада, в противоположность считавшего, что Марат отстал на век: страна, родившаяся в 1917 году, распадается, а её новая наследница выбирает капиталистический путь развития. Кроме того, Коэн отмечает, что наиболее радикальной позицией автор наделил отнюдь не Марата, а Жака Ру и «четвёртое сословие», под которым в данном случае подразумеваются беднейшие слои населения, а также делает вывод, что главный противник де Сада в пьесе не Марат, а приверженец наполеоновской империи Кульмье. Бейзе, в свою очередь, анализируя аргументы сторон, приходит к выводу, что сильнейший удар по идеологии Марата наносит высказанная де Садом мысль о первичности внутренней, более того — сексуальной, раскрепощённости индивидуума, без которой бесполезно освобождение людей как части цивилизованного, скованного запретами общества. Именно поэтому в тексте возникает многократно повторяющееся утверждение «нет революционного искупления без всеобщего совокупления!». И хотя Марат не противопоставляет последнему доводу оппонента каких-либо аргументов, его позиция — продолжать революцию — вполне допускает и такой вариант.
В очерке 1969 года советский литературовед Александр Аникст приводит обзор западной театральной сцены третьей четверти XX века и значительное место уделяет пьесе Вайса. «Марат/Сад», по его мнению, во многом является типичным представителем драматургии данного периода с её стремлением шокировать зрителя и обозначить проблемы, не предлагая их решения. Критик отмечает многочисленность интерпретаций смысла пьесы, ставя её по этому показателю на второе место после произведения ирландского драматурга Сэмюэля Беккета «В ожидании Годо». Предупреждает он и о непривычной для консервативного зрителя форме подачи материала, не схожей с плавностью развития действия в классических постановках. Для советского зрителя дополнительным «кощунством» является сама тема, предлагающая неоднозначно взглянуть на революцию и допустить, что может быть иной ответ на вопрос о её необходимости.
Роман Должанский, рецензируя российскую постановку пьесы 1998 года (более чем через двадцать лет после запрета), отмечает, что она даёт широкие возможности для социально-политических аллюзий: в советское время публика непременно провела бы параллели между Наполеоновской Францией и СССР, а после его краха — с новой Россией, для которой текст пьесы стал даже актуальнее. По мнению критика, ситуация конца 1990-х годов напоминала «сумасшедший дом», показанный на сцене, а переход к рынку и его последствия порождали живой отклик у российских зрителей на упоминание инфляции; пользующихся своим положением, чтобы расправиться с конкурентами, воров во властных структурах; отказ от плавного введения рыночных отношений в пользу шоковой терапии.

## Адаптации
В 1967 году английский режиссёр Питер Брук выпустил кинематографическую адаптацию своего спектакля. Сценарий к фильму написал Эдриан Митчелл по английскому переводу Джеффри Скелтона.
В 1966 году песни из бродвейской постановки Питера Брука были выпущены в виде набора из трёх долгоиграющих пластинок.
В 1967 году режиссёр Петер Шульце-Рор подготовил для Norddeutscher Rundfunk телевизионную версию спектакля «Die Verfolgung und Ermordung des Jean-Paul Marat». Впервые в истории немецкого телевидения спектакль демонстрировался в цветном изображении.